# 鲁德内韦
魯德内韋（烏克蘭語：Рудневе），是烏克蘭東部哈爾科夫州伊久姆區伊久姆市镇内的村落。面積0.08平方公里，海拔高度92米，2001年人口16，人口密度每平方公里200人。